# Sugar Music
La Sugar Music è una casa discografica e casa editrice musicale italiana indipendente.
Fu fondata a Milano nel 1989 da Caterina Caselli, dopo la vendita, alla Warner Music Group, della CGD, storica casa discografica guidata per anni dal suocero della cantante, Ladislao Sugar, e poi dal figlio di Ladislao, Piero Sugar. La società si è rapidamente affermata come la principale casa discografica indipendente in Italia, ed è attualmente tra i più importanti editori musicali sul mercato nazionale ed europeo.

## Organizzazione
La società è guidata dal presidente Filippo Sugar, terza generazione della famiglia Sugar, figlio unico di Piero Sugar e Caterina Caselli. Oltre che come presidente dell'azienda di famiglia, Sugar lavora anche come produttore e talent scout, è stato ex presidente della SIAE, ed è membro attivo dei consigli di amministrazione di SIAE, FEM (Federazione Editori Musicali), PMI (Produttori Musicali Indipendenti) e IMPF (Independent Music Publishers International Forum).

## Storia della casa discografica

### La nascita della Sugar Music
Nel 1981, all'età di 85 anni, Ladislao Sugar morì a causa di un infarto. La famiglia decise di proseguire con Piero alla presidenza e sua moglie Caterina come vicepresidente della CGD. Nel 1989, a causa della forte concorrenza delle case discografiche straniere, Piero Sugar firmò a New York l'accordo per cedere la CGD alla WEA di Ramon Lopez; Sugar mantenne il catalogo editoriale, i due negozi nel centro di Milano e l'attività di talent-scout e produzione, affidata alla direzione unica di Caterina Caselli e della sua casa discografica Insieme (successivamente denominata Sugar). I primi successi furono il secondo posto di Gerardina Trovato al Festival di Sanremo 1993 e la vittoria del tenore Andrea Bocelli al Festival di Sanremo 1994, quest'ultimo artista poi affermatosi nel duplice ruolo di interprete di musica popolare e operistica.

### Anni 2000
Negli anni 2000 Filippo Sugar ha ridisegnato il profilo dell'azienda attraverso la riconfigurazione come megastore multimediali dei due grandi negozi Messaggerie Musicali di Milano e quello di Roma, e la fondazione della divisione multimediale SugarNet, che nel 2002 ha lanciato due stazioni radiofoniche locali (Radio Milano Uno e Radio Roma Uno), il sito Sugarmusic e il servizio Messaggerie Digitali, la prima piattaforma italiana di distribuzione legale di musica on-line.
Nel 2005 la SugarNet viene chiusa, le frequenze radiofoniche vengono cedute a LifeGate, e l'anno successivo i due megastore vengono venduti alla Arnoldo Mondadori Editore; la Sugar manteneva la proprietà dei siti e dello storico marchio Messaggerie Musicali, focalizzando l’attività in ambito  musicale e acquisendo nel 2012 il catalogo CAM di colonne sonore cinematografiche, che include opere di Ennio Morricone, Nino Rota (La dolce vita, 8½, Amarcord, Il Gattopardo), Luis Bacalov (Il postino), Stelvio Cipriani (Anonimo veneziano), Armando Trovajoli e Giancarlo Bigazzi.
L'azienda è attiva anche nella produzione di progetti speciali, fra cui il concerto di Andrea Bocelli One Night in Central Park (organizzato in collaborazione con Barilla), il format musicale per orchestra La dolce vita: The Music of Italian Cinema, e l'evento Music for Hope, considerato l'evento di musica classica più visto di sempre su YouTube.
Dal 2020 la Sugar Music ha una partnership globale con la Universal Music Group e perciò gli album degli artisti Sugar vengono distribuiti dalla Universal Music Italia.

## Artisti Sugar
- Bias
- GIOIA
- Lorenzza
- Lucio Corsi
- Madame
- Negramaro
- prima stanza a destra
- Raphael Gualazzi
- Sangiovanni
- Soap
- Tripolare